# Thớ đồng luân
Trong toán học, đặc biệt là lý thuyết đồng luân, thớ đồng luân (đôi khi được gọi là thớ ánh xạ)  là một cách gán một thành thớ với một hàm liên tục tùy ý giữa các không gian tôpô f: A → B.
Cụ thể, với một ánh xạ như vậy, định nghĩa không gian các đường ánh xạ Ef là tập hợp các cặp (a, p) trong đó a ∈ A và p: [0,1] → B là một đường sao cho p(0) = f(a). Ta gán cho Ef một cấu trúc tô-pô bằng tô-pô cảm sinh từ A × BI (trong đó BI là không gian của các đường trong B, là không gian hàm có tô-pô compact-mở). Khi đó ánh xạ Ef → B được cho bởi (a, p) ⟼ p(1) là một thành thớ. Hơn nữa, Ef tương đương đồng luân với A như sau: Nhúng A vào Ef bởi a ⟼ (a, pa) trong đó pa là đường hằng tại f(a). Sau đó biến dạng co Ef về không gian con này bằng cách co các đường trong Ef.
Thớ của thành thớ này (chỉ được xác định chính xác tới tương đương đồng luân) là thớ đồng luân Ff, có thể được định nghĩa là tập hợp của tất cả các cặp (a, p) với a ∈ A và p: [0,1] → B một đường sao cho p(0) = f(a) và p(1) = b0, trong đó b0 ∈ B là một số điểm cơ sở cố định của B